# Ивановский, Павел Васильевич
Павел Васильевич Ивановский (16 октября 1886, Выборг — ?) — офицер Русской императорской армии, подполковник, герой Первой мировой войны, награждён 7-ю боевыми орденами и Георгиевским оружием, артиллерийский офицер воздушного корабля «Илья Муромец-VIII».

## Биография
Родился 16 октября 1886 года в Выборге в дворянской семье. Окончил с отличием Выборгское реальное училище в 1904 году. В тот же год поступил на экономическое отделение Санкт-Петербургского Политехнического института. После окончания вуза (в 1910 году) поступил в Михайловское артиллерийское училище, которое окончил 06.08.1912 года и был направлен в Первую гренадерскую артиллерийскую бригаду в звании подпоручика. С первых дней Первой мировой войны — на фронте. В составе 1-й гренадерской артиллерийской бригады в августе 1914 года участвовал в Люблин-Холмской операции, в сентябре-октябре того же года в боях под Ивангородом, в ноябре 1914 года — в Ченстохово-Краковской операции. В бою у деревни Мыканово 10.11.1914 года «в 16 верстах от города Ченстохов, находясь на наблюдательном пункте, был ранен осколками тяжелой гранаты в правую руку с переломом плечевой кости и в голову с повреждением теменной кости». Несколько месяцев находился в госпитале на лечении. После выздоровления, получив чин поручика, возвратился свою 1-ю гренадерскую артиллерийскую бригаду и участвовал вместе с ней в весенних и летних боях 1915 года. Прикрывал отход Гренадерского корпуса с Калецких позицый. 26.11.1915 года был представлен в Ставке Его Императорскому Величеству как Георгиевский кавалер. 04.02.1916 года получил чин штабс-капитана и был направлен в Эскадру воздушных кораблей. После окончания авиационной школы с 16.03.1916 года — артиллерийский офицер воздушного корабля «Илья Муромец-VIII». 18.08.1917 года получил чин капитана, а 27.09.1917 — стал подполковником. Октябрьский переворот не принял, Погиб в Гражданскую войну на стороне белых.

## Награды
- Орден Святого Станислава 3-й степени с мечами и бантом — ВП от 17.11.1914 г.
- Орден от Святой Анны 4-й степени с надписью «За храбрость» — ВП от 17.11.1914 г.
- Орден Святой Анны 3-й степени с мечами и бантом — ВП 31.03.1915 г.
- Орден Святого Станислава 2-й степени с мечами
- Орден Святого Георгия 4-й степени — ВП от 15.04.1915 г. «за то, что 27 сентября 1914 года г., в бою у д. Высоке-Коло, состоя разведчиком от дивизиона, продвинулся в окоп, находящийся впереди наших пехотных окопов, и под неприятельским пулеметным огнем, руководя огнем батареи, подбил неприятельские пулеметы и заставил противника очистить занимаемые им окопы, которые были затем заняты нашей пехотой».
- Орден Святого Владимира 4-й степени с мечами и бантом — ВП от 31.05.1915 г.
- Орден Святой Анны 2-й степени с мечами ПАФ от 14.10.1917 г.
- Георгиевское оружие — Приказом по 7-й армии № 1888 от 21.11.1917 г., «за то, что 25 апреля 1917 года, под сильным артиллерийским обстрелом, проникнув в расположение неприятеля, сбрасывал бомбы в железнодорожные склады стан. Хрущово, причем были вызваны пожары складов. При возвращении корабля отбил атаку 3-х неприятельских истребителей, из которых одного сбил, а двух заставил уйти к себе в тыл со снижением»,
- Высочайшие благоволения 09.08.1916 и 26.09.1916 г.